# Тамаш Богнар
Тамаш Богнар (угор. Bognár Tamás; 18 листопада 1978, Шарвар) — угорський футбольний арбітр. Арбітр ФІФА з 2009.

## Кар'єра
Матчі судить з 1995, з 2002 другого дивізіону, з 2004 першого дивізіону чемпіонату Угорщини (дебютний матч «Капошвар» - «Папа»), арбітр ФІФА з 2009. 
У 2011 Тамаш обслуговував матчі юнацького чемпіонату Європи, зокрема такі:
- Чехія 2 – 1 Ірландія
- Туреччина 3 – 0 Іспанія

У 2012 обслуговував матч Суперкубку Угорщини між чемпіоном та володарем кубка Угорщини Дебреценом та віце-чемпіоном Угорщини Відеотоном, який завершився перемогою останнього по пенальті.

## Матчі національних збірних
| Дата              | Місце проведення            | Збірні                     | Рахунок | Турнір               | ЖК | YK · YK · RK | RK |
| ----------------- | --------------------------- | -------------------------- | ------- | -------------------- | -- | ------------ | -- |
| 2 вересня 2011    | Торсгавн, Фарерські острови | Фарерські острови – Італія | 0 – 1   | Кваліфікація ЧЄ 2012 | 1  | 0            | 0  |
| 12 жовтня 2012    | Астана, Казахстан           | Казахстан – Австрія        | 0 – 0   | Кваліфікація ЧС 2014 | 4  | 0            | 0  |
| 3 вересня 2015    | Хайфа, Ізраїль              | Ізраїль – Андорра          | 4 – 0   | Кваліфікація ЧЄ 2016 | 4  | 0            | 0  |
| 13 жовтня 2015    | Софія, Болгарія             | Болгарія – Азербайджан     | 2 – 0   | Кваліфікація ЧЄ 2016 | 7  | 0            | 0  |
| 6 жовтня 2016     | Вадуц, Ліхтенштейн          | Ліхтенштейн – Албанія      | 0 – 2   | Кваліфікація ЧС 2018 | 4  | 0            | 0  |
| 12 листопада 2016 | Анталья, Туреччина          | Туреччина – Косово         | 2 – 0   | Кваліфікація ЧС 2018 | 3  | 0            | 0  |
| 2 вересня 2017    | Белград, Сербія             | Сербія – Молдова           | 3 – 0   | Кваліфікація ЧС 2018 | 0  | 0            | 0  |
| 14 листопада 2017 | Відень, Австрія             | Австрія – Уругвай          | 2 – 1   | Товариський матч     | 0  | 0            | 0  |